# Llirt
Llirt és un nucli de població del municipi de les Valls de Valira, a l'Alt Urgell. Actualment despoblat, es troba al vessant de migdia del roc del Cucut, a l'esquerra de la Valira. Ja era esmentat l'any 839 i el 1860 encara hi havia 5 cases. S'hi poden trobar les ruïnes de l'església de Sant Jaume d'estil romànic. Al sud de Llirt hi havia la partida de Sant Pere. Manté encara alguna edificació en un bon estat relatiu.